# Juan Basilio Gómez
Juan Basilio Gómez (Jerez de la Frontera, 4 de marzo de 1896 - Barcelona, 12 de noviembre de 1993) fue un dibujante e ilustrador español.

## Biografía
A los 19 años se traslada a Madrid, teniendo una formación autodidacta. Trabaja para Revista de Occidente, Prensa Gráfica, La Esfera o  Blanco y Negro. Fue secretario de la Unión de Dibujantes, siendo el humorista K-Hito el presidente.
Utilizó varios seudónimos como el de Bam-bhú o el de J. de S´Agaró. Fundó y dirigió la editorial LEDA, que continuaría su hijo. Fue ilustrador de obras de Azorín y Baroja.

## Publicaciones
- El dibujo humorístico. Ed.Leda. Barcelona, 195?.
- Vitrales policromados en cinco lecciones. Ed. Leda. Barcelona, 1977.
- Estilos de la decoración. Ed.Leda, 1980.
- Pintura a la cera. Ed. Leda. Barcelona, 1983.